# Standard Fifty
Der Standard Fifty oder Standard 50 hp war der größte Pkw, den die Standard Motor Company in Coventry jemals baute.
Dieser Wagen war im einzigen Baujahr 1906 das größte von drei Modellen bei Standard. Der Wagen war konventionell ausgelegt und hatte einen vorne eingebauten Reihensechszylindermotor mit 11.734 cm³ Hubraum. Der Tourenwagen war mit Fahrgestellen in zwei unterschiedlichen Radständen – 3353 mm und 3658 mm – zu bekommen und besaß Hinterradantrieb. Die beiden kleineren Modelle in diesem Jahr waren der 16/20 und der  24/30.
Bereits nach einem Jahr war dieses Modell wieder verschwunden.